# العلاقات الأوغندية الكويتية
العلاقات الأوغندية الكويتية هي العلاقات الثنائية التي تجمع بين أوغندا والكويت.

## مقارنة بين البلدين
هذه مقارنة عامة ومرجعية للدولتين:
| وجه المقارنة                                              | أوغندا                        | الكويت        |
| --------------------------------------------------------- | ----------------------------- | ------------- |
| المساحة (كم2)                                             | 241.04 ألف                    | 17.82 ألف     |
| عدد السكان (نسمة)                                         | 42.86 مليون                   | 4.14 مليون    |
| الكثافة السكانية (ن./كم²)                                 | 177.81                        | 232.32        |
| العاصمة                                                   | كامبالا                       | مدينة الكويت  |
| اللغة الرسمية                                             | لغة إنجليزية، اللغة السواحلية | اللغة العربية |
| العملة                                                    | شيلينغ أوغندي                 | دينار كويتي   |
| الناتج المحلي الإجمالي (بليون دولار)                      | 25.89 مليار                   | 120.13 مليار  |
| الناتج المحلي الإجمالي (تعادل القوة الشرائية) بليون دولار | 72.25 مليار                   | 290.53 مليار  |
| الناتج المحلي الإجمالي الاسمي للفرد دولار أمريكي          | 705                           | 29.30 ألف     |
| الناتج المحلي الإجمالي للفرد دولار أمريكي                 | 1.77 ألف                      | 73.25 ألف     |
| مؤشر التنمية البشرية                                      | 0.483                         | 0.816         |
| رمز المكالمات الدولي                                      | +256                          | +965          |
| رمز الإنترنت                                              | .ug                           | .kw           |
| المنطقة الزمنية                                           | ت ع م+03:00                   | ت ع م+03:00   |

## منظمات دولية مشتركة
يشترك البلدان في عضوية مجموعة من المنظمات الدولية، منها:
| علم المنظمة | اسم المنظمة                               | تاريخ انضمام أوغندا | تاريخ انضمام الكويت |
| ----------- | ----------------------------------------- | ------------------- | ------------------- |
|             | منظمة التعاون الإسلامي                    | ?                   | ?                   |
|             | الاتحاد البريدي العالمي                   | ?                   | ?                   |
|             | يونسكو                                    | 9 نوفمبر 1962       | 18 نوفمبر 1960      |
|             | البنك الدولي للإنشاء والتعمير             | 27 سبتمبر 1963      | 13 سبتمبر 1962      |
|             | منظمة التجارة العالمية                    | ?                   | ?                   |
|             | وكالة ضمان الاستثمار متعدد الأطراف        | 10 يونيو 1992       | 12 أبريل 1988       |
|             | البنك الإفريقي للتنمية                    | ?                   | ?                   |
|             | الاتحاد الدولي للاتصالات                  | 8 مارس 1963         | 14 أغسطس 1959       |
|             | منظمة الشرطة الجنائية الدولية             | ?                   | ?                   |
|             | مؤسسة التمويل الدولية                     | 27 سبتمبر 1963      | 13 سبتمبر 1962      |
|             | الأمم المتحدة                             | 25 أكتوبر 1962      | 14 مايو 1963        |
|             | مؤسسة التنمية الدولية                     | 27 سبتمبر 1963      | 13 سبتمبر 1962      |
|             | منظمة حظر الأسلحة الكيميائية              | ?                   | ?                   |
|             | المركز الدولي لتسوية المنازعات الاستشارية | 14 أكتوبر 1966      | 4 مارس 1979         |

## وصلات خارجية
- موقع وزارة الخارجية الأوغندية
- موقع وزارة الخارجية الكويتية